# The Assistant (película de 2019)
The Assistant es una película estadounidense de 2019 dirigida, escrita y editada por Kitty Green. Fue protagonizada por Julia Garner, Matthew Macfadyen, Makenzie Leigh, Kristine Froseth, Noah Robbins y Jon Orsini. La cinta estuvo inspirada por los casos de abuso sexual de Harvey Weinstein.

## Sinopsis
La película transcurre a lo largo de un día y es protagonizada por Jane, una joven que trabaja como asistente en una empresa dedicada a la producción cinematográfica. Junto con las tareas rutinarias que debe realizar, es sometida a un trato degradante de sus superiores jerárquicos y compañeros de trabajo. A partir de algunas pistas que va descubriendo, Jane comienza a sospechar que su jefe está incurriendo en un comportamiento inapropiado en contra de una joven que acaba de ser contratada en la compañía.

## Reparto
- Julia Garner como Jane
- Matthew Macfadyen como Wilcock
- Kristine Froseth como Sienna
- Makenzie Leigh como Ruby
- Noah Robbins como Asistente masculino
- Jon Orsini como Asistente masculino
- Dagmara Domińczyk como Donna
- Alexander Chaplin como Max
- Juliana Canfield como Sasha
- Bregje Heinen como Tatiana
- Patrick Wilson como actor famoso[4]

## Estreno
La película fue estrenada el 30 de agosto de 2019 en el Festival de Cine de Telluride. The Assistant fue también exhibida en los festivales de cine de Sundance y Berlín. Los derechos de distribución de la cinta fueron adquiridos por la empresa Bleecker Street, que fijó su estreno en los cines de Estados Unidos para el 31 de enero de 2020.

## Recepción
La película recibió una respuesta positiva por parte de la crítica cinematográfica. The Assistant obtuvo un 91% de comentarios favorables en el sitio web Rotten Tomatoes, basado en un total de 193 reseñas, y una puntuación de 79/100 en Metacritic.